# Laggarberg
Laggarberg is een plaats in de gemeente Timrå in het landschap Medelpad en de provincie Västernorrlands län in Zweden. De plaats heeft 101 inwoners (2005) en een oppervlakte van 17 hectare.